# Annual Review of Pathology: Mechanisms of Disease
Annual Review of Pathology: Mechanisms of Disease è una rivista accademica sottoposta a revisione paritaria, che pubblica un volume annuale di articoli di revisione relativi alla patologia medica. È stata fondata nel 2006 ed è pubblicata dall'Annual Reviews. Dal 2021 i suoi co-redattori sono: Jon C. Aster, Mel B. Feany e Jayanta Debnath. A partire dal 2023, Annual Review of Pathology: Mechanisms of Disease viene pubblicato in modalità di accesso aperto, secondo il modello editoriale del Subscribe to Open. Secondo il Journal Citation Reports, la rivista ha ricevuto un fattore di impatto per il 2023 pari a 28,4, posizionandosi al primo posto tra 88 titoli presenti nella categoria "Patologia".

## Storia
Il primo volume dell'Annual Review of Pathology: Mechanisms of Disease è stato pubblicato nel 2006 dall'Annual Reviews. Gli obbiettivi editoriali della rivista erano quelli di coprire i recenti progressi nello studio dei meccanismi delle malattie e presentare nuove metodologie di analisi per la patologia. I suoi primi co-redattori sono stati: Abul K. Abbas, James R. Downing e Vinay Kumar. Sebbene inizialmente fosse pubblicata in edizione a stampa, dal 2021 è disponibile solo in formato elettronico.

## Perimetro editoriale
L'Annual Review of Pathology: Mechanisms of Disease identifica il suo perimetro editoriale con la copertura degli sviluppi significativi nella ricerca sull'insorgenza e la progressione delle malattie umane.

## Indicizzazione
Gli abstract e gli articoli della rivista sono indicizzati da: Scopus, Science Citation Index Expanded, EMBASE, MEDLINE e Academic Search, tra gli altri.

## Processo editoriale
Al vertice dell'Annual Review of Pathology stanno il redattore o alcuni co-redattori. Il redattore è assistito dal comitato editoriale, che comprende i redattori associati, i membri regolari e, occasionalmente, dei redattori ospiti.
I membri ospiti partecipano su invito del direttore e hanno un mandato di un anno. Tutti gli altri membri del comitato editoriale sono nominati dal consiglio di amministrazione di Annual Reviews e hanno un mandato di cinque anni. Il comitato editoriale determina quali argomenti devono essere inclusi in ogni volume e sollecita revisioni da parte di autori qualificati. La revisione paritaria degli articoli accettati è effettuata dal comitato editoriale.

### Redattori dei volumi
Le date indicano gli anni di pubblicazione in cui qualcuno è stato accreditato come caporedattore o co-redattore di un volume di una rivista. Il processo di pianificazione di un volume inizia molto prima della sua pubblicazione. Un redattore poteva comunque essere presentato come caporedattore di un volume che aveva contribuito a pianificare, anche se era andato in pensione o deceduto prima della sua pubblicazione.
- Abul K. Abbas, James R. Downing e Vinay Kumar (2006)[5]
- Abbas, Stephen J. Galli e Peter M. Howley (2007–2015)[11]
- Abbas, Galli e Jon C. Aster (2016-2018)[12][13]
- Abbas, Aster e Mel B. Feany (2019–2020)[14][15]
- Aster e Feany (2021)[16]
- Aster, Feany e Jayanta Debnath (present)[17]

### Comitato editoriale
Al 2025, il comitato editoriale risulta composto, oltreché dai redattori, anche dai seguenti membri:
- Jon C. Aster
- Kathleen H. Burns
- Elías Campo
- Stephanie C. Eisenbarth
- Kojo S.J. Elenitoba-Johnson
- Karen M. Frank
- Frederick Klauschen
- Tamara Lotan
- Satdarshan P. Monga
- Nima Mosammaparast
- Asma Nusrat
- Warren S. Pear

Al 2022, i membri del comitato erano:
- Stephanie C. Eisenbarth
- Kojo S. J. Elenitoba-Johnson
- Lora Hedrick Ellenson
- Karen M. Frank
- Stephen J. Galli
- Peter M. Howley
- Satdarshan P. Monga
- Asma Nusrat
- Warren S. Pear
- Frederick Klauschen